# Zao (Metalcore-Band)
Zao (gr.: „leben“) ist eine 1994 gegründete und in Pennsylvania beheimatete Band, die als Vorreiter der christlichen Metalcore-Szene gilt. Lange Zeit nur im Underground agierend, schaffte es die Musikgruppe erstmals mit ihrem 2004 veröffentlichten siebten Studioalbum The Funeral of God zu größerer Aufmerksamkeit zu gelangen.
Typisch für die Band ist die ständig wechselnde Besetzung. Dies führt zur heutigen Situation, dass kein einziges ursprüngliches Gründungsmitglied mehr Teil der Band ist.
Während Killswitch Engage zur Speerspitze des Metalcore in seiner melodiöseren und massenkompatibleren Spielart gezählt wird, gilt Zao als Aushängeschild des extremeren, oft kakophonischen und insgesamt eher sperrigen Gegenpols.

## Bandgeschichte
Im Jahr 1995 veröffentlichten Shawn Jonas, Roy Goudy, Mic Cox und Jesse Smith auf Steadfast Records das Debütalbum All Else Failed als Zao. Es ist musikalisch von Bands wie Strife und Earth Crisis beeinflusst, dreht sich inhaltlich aber eher um biblische Themen. 1997 folgte über Tooth & Nail Records das noch in Urbesetzung eingespielte zweite Album The Splinter Shards the Birth of Separation.
Ein Jahr später wurde Where Blood and Fire Bring Rest über Solid State veröffentlicht. Das Album war das erste mit dem neuen Sänger Daniel Weyandt, darüber hinaus ersetzten Russ Cogdell und Brett Detar ihre Vorgänger an E-Gitarre und E-Bass. Die starke stilistische Veränderung und die sich insgesamt aus dem engen Korsett des Hardcore entfernenden Stücke, ließen The Phantom Tollbooth zum Schluss kommen: “Forget their past albums; they don’t matter” (zu deutsch etwa: "Vergesst ihre alten Alben; sie haben keine Bedeutung mehr").
1999 erschien das Album Liberate Te Ex Inferis, auf dem Rob Horner E-Bass spielte, da Brett Detar zugunsten seiner Zweitband The Juliana Theory ausstieg. Liberate Te Ex Inferis ist als Konzeptalbum angelegt, das sich, inspiriert vom ersten Teil Dante Alighieris Göttliche Komödie, dem Inferno, inhaltlich mit fünf Todsünden beschäftigt. Angelehnt an fünf der neun Höllenkreise aus der Göttlichen Komödie ist das Album in fünf Abschnitte unterteilt:
1. Circle I: Limbo (dt.: Die Vorhölle oder Limbus)
2. Circle II: The Lustful (dt.: Die Wollüstigen)
3. Circle III: The Gluttonous (dt.: Die Schlemmer)
4. Circle IV: The Hoarders and the Spendthrifts (dt.: Die Geizigen und die Verschwender)
5. Circle V: The Wrathful (dt.: Die zornigen Seelen)

Der lateinische Titel der Veröffentlichung, der sich grob als „Befreie dich von der Hölle“ bzw. „Befreit euch von der Hölle“ übersetzen lässt ist grammatikalisch nicht korrekt – Der Imperativ „Liberate“ stellt eine Pluralform dar, während das folgende „Te“ eine Singularform ist. Richtig müsste es entweder „Libera Te Ex Inferis“ (für die Einzahl) oder aber „Liberate Vos Ex Inferis“ (für die Mehrzahl) lauten. Der Titel wurde jedoch dem Film Event Horizon – Am Rande des Universums entlehnt, aus welchem mehrere Sound-Samples im Album verwendet werden; darunter auch die Worte „Liberate Te Ex Inferis“.
Im Jahr 2001 erschien das (Self-Titled) betitelte fünfte Album. Wieder hatten sich starke Änderungen in der Besetzung ergeben, denn sowohl Russ Cogdell als auch Rob Horner hatten die Band verlassen. Auf nur drei Mitglieder geschrumpft nahm die aus Daniel Weyandt (Gesang), Scott Mellinger (Gitarre/Bass) und Jesse Smith (Schlagzeug, Gitarre, Gesang) bestehende Band das Album auf. Das Ergebnis ist die bislang experimentellste Platte der Band mit einer Vielzahl an elektronischen Spielereien, Klanggemälden und melodischen Zwischenstücken. Weiter in den Vordergrund rückte die lyrische, sehr bildhafte Seite der Band.
Im Folgenden ersetzte Corey Darst den Sänger Daniel Weyandt. Dieser konnte die Intensität seines Vorgängers gerade bei Live-Auftritten nicht erreichen und so löste sich Zao im Streit mitten während eines Konzerts auf. Daniel Weyandt kehrte wieder zurück und die Band konnte 2002 das sechste Album Parade of Chaos einspielen.
Das im Jahr darauf erschienene All Else Failed 2003 ist eine neu aufgenommene Version des Debütalbums mit verändertem Tracklisting. Es soll die musikalischen Anfänge mit dem aktuellen Ansatz der Band vereinen.
Kurz darauf kam Joshua Ashworth als Ersatz für den erneut ausgestiegenen Weyandt, blieb aber nicht lange Teil der Band. Noch bevor Ashworth wieder durch Weyandt ersetzt wurde, verließ mit Jesse Smith das letzte noch verbliebene Gründungsmitglied Zao. Neben den neu eingestiegenen Shawn Koschik als Bassist und Stephen Peck als Schlagzeuger gehörten nun auch wieder Scott Mellinger und Russ Cogdell der Besetzung an.
Mit Legendary erschien währenddessen ein Best-of-Album bei Solid State. Es sollte den Weg der Band von einer Hardcore-Gruppierung hin zu einer genresprengenden, progressiven Metal-/Hard-/Noisecoreformation, der häufig atmosphärische Ähnlichkeit zu Neurosis, aber auch eine Converge-typische Unbändigkeit und an Carcass erinnernde Riffs und Gesangsstimme zugeschrieben wird, nachzeichnen.
Im Jahr 2004 erschien das siebte Album The Funeral of God über Ferret Music in den Vereinigten Staaten bzw. Roadrunner Records in Europa und Asien. Das Album wurde in den Trax East Studios (New Jersey) aufgenommen und von Eric Rachel produziert. Es ist ein Konzeptalbum und dreht sich um die Frage, was passieren würde, wenn Gott sich voller Enttäuschung von der Menschheit abwenden und zu „sterben“ entscheiden würde. Bei dem letzten Stück Psalm of the City of the Dead singt mit Sara George erstmals eine Frau als Kontrast zu Daniel Weyandts kehligem Schreigesang. Des Weiteren unterbrechen immer wieder eingängigere Mid-Tempo-Passagen das teilweise brutale Riffgewitter und die vielen Moshparts. Dies führt zu größerer Aufmerksamkeit abseits des Undergrounds; es folgen gar vereinzeltes Airplay auf MTV und mitunter herausragende Reviews in bekannteren Magazinen wie dem amerikanischen Metal Hammer.
Ursprünglich sollte das Album einem Songnamen entsprechend Live… From the Funeral of God benannt werden, jedoch befürchtete das Management, dass Fans fälschlicherweise auf eine Live-Aufzeichnung schließen könnten, weshalb man den Titel kürzte.
Zao trat daraufhin bei der Ferret Music Tour und der Tournee Praise the War Machine als Headliner auf und spielte zahlreiche Konzerte auch außerhalb der Vereinigten Staaten mit unter anderem Dillinger Escape Plan, Unearth, Bleeding Through und das Hellfest. Das Bandkarussel dreht sich unterdessen weiter: Jeff Gretz kam als Schlagzeuger zu Zao, Marty Lunn wurde Bassist. Am 15. November 2005 erschien die DVD Zao: The Lesser Lights of Heaven, die die Geschichte der Band mit zahlreichen Konzertaufnahmen nachzeichnet.
Mit The Fear Is What Keeps Us Here wurde in Europa am 12. Juni 2006 das nächste Album veröffentlicht. Das im Electrical Audio Studio in Chicago ausschließlich auf Analog-Bändern aufgenommene Album wurde von Steve Albini produziert. Auf diese Weise sollte die rohe Energie, welche der Band gerade bei Konzerten immer wieder attestiert wurde, eingefangen werden. Dies ist insofern gelungen, als dass Musikkritiker The Fear Is What Keeps Us Here für das bislang aggressivste und ungeschönteste Werk der Band halten. Thematisch befasst sich das Album mit Situationen des Kontrollverlusts.
Anfang des Jahres 2007 wurde der 2004 eingestiegene Schlagzeuger Jeff Gretz durch Josh Walters (The Juliana Theory) ersetzt. Dieser blieb allerdings nur wenige Monate bis Mai desselben Jahres Teil der Band und verließ Zao daraufhin wieder aufgrund zeitlicher Engpässe.
Seit 2008 ist der Schlagzeuger Jeff Gretz wieder Mitglied der Band. Die Band hatte nach eigenen Angaben am 3. Juli 2008 in Pittsburgh innerhalb der vergangenen zwei Jahren ihren ersten Auftritt.

## Diskografie
Studioalben
| Jahr | Titel                                       | Label             |
| ---- | ------------------------------------------- | ----------------- |
| 1995 | All Else Failed                             | Steadfast         |
| 1997 | The Splinter Shards the Birth of Separation | Solid State       |
| 1998 | Where Blood and Fire Bring Rest             | Solid State       |
| 1999 | Liberate Te Ex Inferis                      | Solid State       |
| 2001 | Self-Titled                                 | Solid State       |
| 2002 | Parade of Chaos                             | Solid State       |
| 2003 | All Else Failed                             | Solid State       |
| 2004 | The Funeral of God                          | Ferret            |
| 2006 | The Fear Is What Keeps Us Here              | Ferret            |
| 2009 | Awake?                                      | Ferret            |
| 2016 | The Well-Intentioned Virus                  | Observed/Observer |
| 2021 | The Crimson Corridor                        | Observed/Observer |

EPs und Splits
- 1995: The Tie That Binds (Split-EP mit Outcast)
- 1996: Treadwater (Split-EP mit Through and Through)
- 1998: Training for Utopia / Zao (Split-EP mit Training for Utopia)
- 2015: Xenophobe (EP)
- 2017: Pyrrhic Victory (EP)[4]

Vinyl
- 1995: The Tie That Binds
- 1996: Treadwater
- 1997: The Splinter Shards the Birth of Separation
- 1998: Where Blood and Fire Bring Rest

Zao haben damit begonnen ihre alten Veröffentlichungen über Broken Circles auf Vinyl neuzuveröffentlichen.
- 2010: Where Blood and Fire Bring Rest
- 2011: Liberate Te Ex Inferis
- 2011: (Self-Titled)
- 2012: Parade of Chaos
- 2016: The Well-Intentioned Virus

Demos
- 1994: Author
- 1995: Sustained

Lieder
- Within a Dream
- 2002: Black Coffee: Cover des Black Flag Songs auf Black on Black: A Tribute to Black Flag und zudem Teil der japanischen Veröffentlichung von The Fear Is What Keeps Us Here
- 2002: Sancho/Crimson Kroll
- 2003: 21st Century Thriller: Mit Joshua Ashworth Stimme für das 2003 Demo aufgenommen, später mit anderem Text neuaufgenommen für das Album The Funeral of God als The Rising End (The First Prophecy)[5]
- 2003: She’s Not Leaving, She’s Not Breathing: Mit Joshua Ashworth Stimme für das 2003 Demo aufgenommen, später mit anderem Text neuaufgenommen für das Album The Funeral of God als Praise the War Machine[5]
- 2004: The Romance of the Southern Spirit: Auf der japanischen Edition von The Funeral of God
- 2016: Drifting Shadows in Walking Dreams: Released als kostenlose Flexi-Disk mit Decibel[6]

Andere Veröffentlichungen
- 2001: Zao/Luti-Kriss Sampler
- 2004: Legendary
- 2004: On Wings of Lead / The Rising End
- 2005: The Lesser Lights of Heaven DVD

Compilations
- A Testament to Broken Walls – Sancho (vorher unveröffentlicht, mit dem (Self-Titled) lineup, später mit Corey Darst als The Icarus Complex neu aufgenommen)
- Black on Black: A Tribute to Black Flag – Black Coffee (vorher unveröffentlicht)
- Music on the Brain Vol. 2 (Smartpunk) – The Rising End (The First Prophecy)
- Point Break Vol. 1 – Angel Without Wings
- Progression Through Aggression Vol. 2 – The Last Revelation (The Last Prophecy)
- Songs From The Penalty Box – Exchange
- Songs From The Penalty Box Vol. 2 – A Fall Farewell
- This is Solid State Vol. 1 – To Think of You Is to Treasure an Absent Memory
- This is Solid State Vol. 2 – Trashcanhands (Keyboard Coward)
- This is Solid State Vol. 3 – The Icarus Complex
- This is Solid State Vol. 4 – Resistance
- Tooth & Nail 10th Anniversary Box Set
  - (disc 1) Ravage Ritual
  - (disc 2) Savannah
  - (disc 4) 5 Year Winter
  - (disc 5) Parade of Chaos
- Tooth & Nail 4th Anniversary Box Set
  - (disc 4) Repressed
- Van's Warped Tour ’05 – The Rising End (The First Prophecy)
- What on Earth?! Compilation
- Cheapskates-Harder Side – Circle II The Lustful: If These Scars Could Speak
- New #### Vol. 10 – The Rising End (The First Prophecy)
- Razor: Music From The Cutting Edge (Vol. 7) – The Rising End (The First Prophecy)
- Under the Gun DVD – The Rising End (The First Prophecy)
- The Best of Taste of Chaos Vol. 2 – Physician Heal Thyself

Videos
- The Rising End (The First Prophecy) von The Funeral of God (2004)
- My Love, My Love (We've Come Back From the Dead) von The Fear Is What Keeps Us Here (2006)